# Potenza
Potenza es una ciudad italiana, capital de la región italiana de Basilicata y de la provincia homónima. Ubicada a los pies de los Apeninos lucanos septentrionales, a unos 819 m sobre el nivel del mar, se trata de la capital regional ubicada a más altura del país.

## Geografía
El área del municipio es de 173,95 km² y su población de 68 558 habitantes (2009).

### Clima
| Parámetros climáticos promedio de Potenza (normales 1971-2000) | Parámetros climáticos promedio de Potenza (normales 1971-2000) | Parámetros climáticos promedio de Potenza (normales 1971-2000) | Parámetros climáticos promedio de Potenza (normales 1971-2000) | Parámetros climáticos promedio de Potenza (normales 1971-2000) | Parámetros climáticos promedio de Potenza (normales 1971-2000) | Parámetros climáticos promedio de Potenza (normales 1971-2000) | Parámetros climáticos promedio de Potenza (normales 1971-2000) | Parámetros climáticos promedio de Potenza (normales 1971-2000) | Parámetros climáticos promedio de Potenza (normales 1971-2000) | Parámetros climáticos promedio de Potenza (normales 1971-2000) | Parámetros climáticos promedio de Potenza (normales 1971-2000) | Parámetros climáticos promedio de Potenza (normales 1971-2000) | Parámetros climáticos promedio de Potenza (normales 1971-2000) |
| Mes                                                            | Ene.                                                           | Feb.                                                           | Mar.                                                           | Abr.                                                           | May.                                                           | Jun.                                                           | Jul.                                                           | Ago.                                                           | Sep.                                                           | Oct.                                                           | Nov.                                                           | Dic.                                                           | Anual                                                          |
| -------------------------------------------------------------- | -------------------------------------------------------------- | -------------------------------------------------------------- | -------------------------------------------------------------- | -------------------------------------------------------------- | -------------------------------------------------------------- | -------------------------------------------------------------- | -------------------------------------------------------------- | -------------------------------------------------------------- | -------------------------------------------------------------- | -------------------------------------------------------------- | -------------------------------------------------------------- | -------------------------------------------------------------- | -------------------------------------------------------------- |
| Temp. máx. abs. (°C)                                           | 20.0                                                           | 21.8                                                           | 23.6                                                           | 25.6                                                           | 29.8                                                           | 33.0                                                           | 36.8                                                           | 36.8                                                           | 33.2                                                           | 30.0                                                           | 21.8                                                           | 20.0                                                           | 36.8                                                           |
| Temp. máx. media (°C)                                          | 6.9                                                            | 7.2                                                            | 9.7                                                            | 12.8                                                           | 18.1                                                           | 22.3                                                           | 25.7                                                           | 25.8                                                           | 21.7                                                           | 16.5                                                           | 11.0                                                           | 7.9                                                            | 15.5                                                           |
| Temp. media (°C)                                               | 4.0                                                            | 4.1                                                            | 6.1                                                            | 8.8                                                            | 13.7                                                           | 17.5                                                           | 20.6                                                           | 20.7                                                           | 17.2                                                           | 12.7                                                           | 7.9                                                            | 5.1                                                            | 11.5                                                           |
| Temp. mín. media (°C)                                          | 1.2                                                            | 1.1                                                            | 2.5                                                            | 4.8                                                            | 9.2                                                            | 12.7                                                           | 15.4                                                           | 15.7                                                           | 12.7                                                           | 8.9                                                            | 4.7                                                            | 2.3                                                            | 7.6                                                            |
| Temp. mín. abs. (°C)                                           | −9.6                                                           | −10.0                                                          | −7.8                                                           | −3.6                                                           | 0.5                                                            | 4.0                                                            | 8.0                                                            | 6.8                                                            | 1.2                                                            | −1.2                                                           | −7.0                                                           | −8.0                                                           | -10                                                            |
| Precipitación total (mm)                                       | 55.7                                                           | 63.0                                                           | 48.6                                                           | 66.8                                                           | 42.8                                                           | 30.4                                                           | 26.1                                                           | 32.6                                                           | 46.2                                                           | 61.6                                                           | 73.3                                                           | 66.0                                                           | 613.1                                                          |
| Días de precipitaciones (≥ 1 mm)                               | 8.3                                                            | 8.7                                                            | 8.8                                                            | 9.4                                                            | 6.2                                                            | 4.2                                                            | 3.3                                                            | 4.3                                                            | 5.3                                                            | 7.5                                                            | 8.7                                                            | 8.1                                                            | 82.8                                                           |
| Humedad relativa (%)                                           | 77                                                             | 75                                                             | 72                                                             | 69                                                             | 69                                                             | 67                                                             | 62                                                             | 64                                                             | 66                                                             | 72                                                             | 76                                                             | 78                                                             | 70.6                                                           |
| Fuente n.º 1: Servizio Meteorologico                           |                                                                |                                                                |                                                                |                                                                |                                                                |                                                                |                                                                |                                                                |                                                                |                                                                |                                                                |                                                                |                                                                |
| Fuente n.º 2: Servizio Meteorologico (humedad 1961–1990)       |                                                                |                                                                |                                                                |                                                                |                                                                |                                                                |                                                                |                                                                |                                                                |                                                                |                                                                |                                                                |                                                                |

## Historia
En el siglo IV a. C. surge Potentia a 10 km de la actual ciudad. La ciudad actual es de origen romano (II AC). Estrabón y Plinio el Viejo nombraron a Potentia como una de las antiguas ciudades libres e independientes del sur de Italia. Tras la batalla de Cannas, la de ciudad de Potentia, hasta entonces aliada de Roma, apoyó a Aníbal. Este, después de la batalla del Metauro, abandonó a Potentia y la ciudad pasó del status de municipium al de colonia de derecho romano.
Tras el fin del Imperio, fue capturada por los godos y luego los bizantinos quienes dieron a la zona el nombre de Basilicata. Capturada luego por los normandos, su historia prácticamente se funde con la del reino de Nápoles. En 1137 se reunieron en ella el papa Inocencio II y el emperador Lotario. La ciudad sufrió severos daños por el ataque de Federico II, pero peor y más grave fue el terremoto del 18 de diciembre de 1273 que destruyó la ciudad. 
Durante la ocupación española la ciudad se rebeló varias veces contra ellos. En 1694 un gran terremoto la destruye casi por completo. En 1806, ya durante la ocupación napoleónica, Potenza se convierte en capital de la región y los franceses hacen grandes mejoras en las infraestructuras y calidad de vida. Durante el nuevo gobierno borbónico de las Dos Sicilias, la ciudad tiene nuevas construcciones, pero son constantes los levantamientos y represiones, como la de 1848. Otro terremoto destruye buena parte de Potenza en 1857 y dos años después las conspiraciones contra el gobierno borbónico se hacen más fuertes. En 1860 la ciudad se levanta en armas y proclama su unión al Reino de Italia.
En septiembre de 1943, durante la Segunda Guerra Mundial, la ciudad fue bombardeada por los aliados, destruyéndose los objetivos militares y dañándose muchas construcciones civiles como la Catedral y el Museo Arqueológico (cuyas colecciones fueron salvadas). Posteriormente la reconstrucción y el desarrollo de nuevas áreas habitables y comerciales dieron energía a la ciudad, mejorando su calidad de vida.
Aunque el terremoto de 1980 dañó parte de la ciudad, no fue tan desastroso como los anteriores. Entre los años 1850 y 1970 muchos de sus habitantes emigraron hacia otras zonas de Italia y del mundo. Desde 1981 la zona tiene cierto desarrollo industrial y de servicios.

## Arte, cultura y lugares de interés

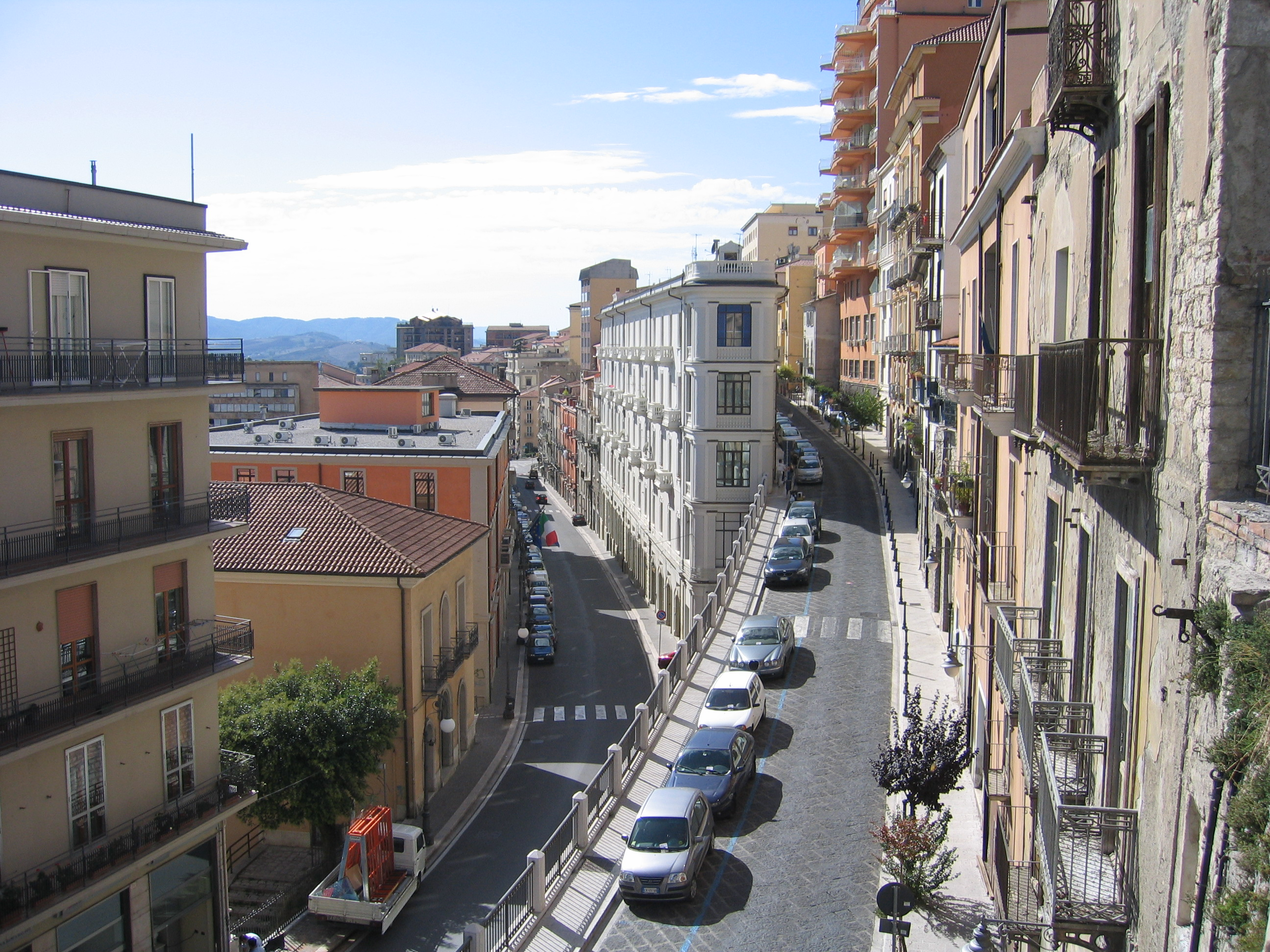
Una calle de Potenza.

Entre los testimonios de su pasado figura, de la etapa romana, el puente romano (280), sobre el río Basento, en la actual zona industrial, recientemente restaurado y de interesante arquitectura basamental y la villa romana, de época imperial, con interesantes mosaicos. Posee una torre de un antiguo castillo de origen lombardo. Aunque el castillo fue terminado de demoler en 1950, la torre, restaurada y sede de eventos culturales se encuentra en pie. 
La ciudad alberga la sede de la Università degli Studi della Basilicata, el Conservatorio de Música Gesualdo da Venosa, la Biblioteca Nacional, el moderno puente Musumeci, el Teatro Francesco Stabile y el Museo Arqueológico Provincial, que alberga armas y vasos de la Edad de Piedra, esculturas, cerámica y monedas de la época griega y romana, pinturas medievales y artesanía local.
Sus principales monumentos son:
- Maestosa Torre dell'ex castello: torre de un antiguo castillo de origen lombardo. Aunque el castillo fue terminado de demoler en 1950, la torre, restaurada y sede de eventos culturales se encuentra en pie.
- Duomo o iglesia-catedral de San Gerardo de Potenza, construida en 1200, originalmente gótica fue restaurada por Andrea Negri, discípulo de Vanvitelli, en estilo neoclásico. Conserva un sarcófago de época romana en el cual yacen los restos de san Gerardo de Potenza y un interesante tabernáculo de alabastro del siglo XVI.
- Iglesia de la Trinidad del siglo XIII, con un ábside decorado y con frescos de los siglos XVII y XVIII en la sacristía.
- Iglesia de San Francisco, del siglo XIII, con una grandiosa puerta de madera de 1499. En el interior se encuentra el mausoleo en mármol de Donato De Grassis, de 1543 y un fresco de Giovanni Tovino di Abriola, del siglo XVI.
- Iglesia de San Miguel Arcángel, construcción románica de los siglos XI-XII, atribuida al maestro Sarolo di Mur con magníficas pinturas de los siglos XVI y XVII.
- Iglesia de Santa María del Sepulcro, construida en 1266.

## Demografía
| Gráfica de evolución demográfica de Potenza entre 1861 y 2011 |
|                                                               |
| Fuente ISTAT - elaboración gráfica de Wikipedia               |